# Maestro dell'Altare di Heisterbach
Il Maestro dell'Altare di Heisterbach (fl. XV secolo) è stato un pittore anonimo tedesco attivo a Colonia tra il 1440 ed il 1460.
L'anonimo artista tedesco, seguace diretto di Stephan Lochner, di cui riprende in modo fedele ma poco creativo, i modelli compositivi e l'impostazione tonale, traducendoli in un linguaggio a volte arido e monotono; deve il suo nome all'Altare a portelle mobili, detto degli Apostoli, databile verso il 1445, proveniente dal monastero cistercense di Heisterbach, probabilmente commissionato dall'abate Christiann, morto nel 1448 e ora conservato in gran parte nel Museo di Bamberg, sulle portelle – fisse e mobili – sono dipinti Santi ed Apostoli e sedici scene della Vita di Cristo.
Si attribuisce all'anonimo anche l'altare, proveniente dalla parrocchiale di San Cristoforo, a Colonia, databile al 1445 e oggi conservato alla Alte Pinacoteck di Monaco, che ha al centro la Crocifissione con sei Apostoli e la Vergine; all'interno delle portelle sono altri Apostoli, mentre all'esterno sono raffigurati i Santi Cristoforo e Gereon. 
Alla sua bottega, o forse alla bottega di Stephan Lochner, possono essere attribuiti due frammenti di portelle di un altare un tempo nella collegiata di Sant'Andrea di Colonia, oggi conservato alla Alte Pincoteck, con la Natività e Cristo nell'Orto.